# John Brutzman Storm
John Brutzman Storm (* 19. September 1838 in Hamilton, Monroe County, Pennsylvania; † 13. August 1901 in Stroudsburg, Pennsylvania) war ein US-amerikanischer Politiker. Zwischen 1871 und 1875 sowie nochmals von 1883 bis 1887 vertrat er den Bundesstaat Pennsylvania im US-Repräsentantenhaus.

## Werdegang
John Storm besuchte die öffentlichen Schulen seiner Heimat und danach bis 1861 das Dickinson College in Carlisle. Nach einem anschließenden Jurastudium und seiner 1863 erfolgten Zulassung als Rechtsanwalt begann er in Stroudsburg in diesem Beruf zu arbeiten. Zwischen 1864 und 1871 war er auch Schulrat im dortigen Monroe County. Politisch schloss er sich der Demokratischen Partei an.
Bei den Kongresswahlen des Jahres 1870 wurde Storm im elften Wahlbezirk von Pennsylvania in das US-Repräsentantenhaus in Washington, D.C. gewählt, wo er am 4. März 1871 die Nachfolge von Daniel Myers Van Auken antrat. Nach einer Wiederwahl konnte er bis zum 3. März 1875 zwei Legislaturperioden im Kongress absolvieren. 1874 verzichtete er auf eine weitere Kandidatur. Bei den Wahlen des Jahres 1882 wurde er erneut im elften Distrikt seines Staates in den Kongress gewählt, wo er am 4. März 1883 Robert Klotz ablöste. Nach einer Wiederwahl im Jahr 1884 konnte er bis zum 3. März 1887 zwei weitere Legislaturperioden im Kongress verbringen. 1886 stellte er sich nicht mehr zur Wiederwahl.
Nach dem Ende seiner Zeit im US-Repräsentantenhaus praktizierte John Storm wieder als Rechtsanwalt. In den Jahren 1893 und 1894 amtierte er als Vorsitzender Richter im 43. Gerichtsbezirk von Pennsylvania. Er starb am 13. August 1901 in Stroudsburg.